# 吉原昌宏
吉原 昌宏（よしはら　まさひろ、1959年 -）は、日本の漫画家、イラストレーター。岡山県出身。主な単行本に『吉原昌宏作品集 1 迎撃空域』『吉原昌宏作品集 2 ニムロッド』『吉原昌宏作品集 3 ライカの帰還　完全版』『吉原昌宏作品集 4 ギャロッピンググースZERO』(いずれも幻冬舎コミックス刊)および『ミリタリー雑具箱/吉原昌宏ミリタリーイラスト作品集)』(大日本絵画刊)などがある。

## 作風
- 戦記漫画及び冒険アクション漫画を主に手がけている。ただし戦記漫画であっても冒険物的な作品が多い。この点に関して吉原は、「『軍隊組織の中で戦争をする軍人』を描くことにはあまり興味がない」旨や英国風冒険小説の影響が有る旨を述べている[2]。
- 兵器や軍装に関するイラストや解説記事の作画・執筆も行っている[3]。
- 比較的少数ではあるが、宇宙船やロボット等が登場するSFアクション物の漫画やイラストも制作している[4]。
- アニメーション関連の仕事をしたこともあり、TVアニメ『ガサラキ』の外伝小説『DEAD POINT-死点-』(原作/高橋良輔 2000年 集英社刊）の挿絵[5]や、OVA『装甲騎兵ボトムズ ペールゼン・ファイルズ』のエンディングイラスト[6]などを担当した。

## 作品評
- 「秀逸のドキュメント・コミックであり、戦後に活躍した伝説的カメラマンの物語を見事に描いたヒューマン・ドラマだ。」（『ライカの帰還』(1995年 新潮社刊) 帯 / 弘兼憲史)
- 「男の中の男を見たければ、すぐに頁を開くのだ！」(『吉原昌宏作品集 1 迎撃空域』2007年 幻冬舎コミックス刊 帯 / 平野耕太)
- 「どうせ死ぬなら、この女に撃たれて死にたい。あと、抱かれたい。一生。」(『吉原昌宏作品集 2 ニムロッド』(2007年 幻冬舎コミックス刊)  帯 / 平野耕太)
- 「緻密なタッチ、それを構成する線には色気を感じる」「氏は『漫画家』というより『漫画職人』だ。」(『ミリタリー雑具箱(吉原昌宏ミリタリーイラスト作品集)』(2011年 大日本絵画刊) 74頁 / こがしゅうと)
- 「男が男を信じられる一瞬につきあう快感　たまりません！！」(『特殊任務飛行隊 KG200』(2013年 大日本絵画刊) 帯 / 高橋良輔)

## 略歴
- 1959年 岡山県に生まれる[7]。
- 19??年 早稲田大学卒業後、川崎汽船に入社[7]。
- 1985年 川崎汽船を退職。その後、漫画家 弘兼憲史のアシスタントとなる[7]。
- 1987年 小学館ビッグコミック賞に入選し、マンガ家としてデビューする[7]。
- 1989年 『COMIC B-CLUB HERO'S』（バンダイ刊）に「POINT BLANK 第1部 予震」「POINT BLANK 第2部 集結」「POINT BLANK 第3部 始動」が掲載された(未完)[8]。
- 1990年 「月刊カメラマン」誌（モーターマガジン社刊）5月号から「とんびの眼鏡(めがね)」を連載開始（1991年4月号まで）[9]。同作品は、雑誌掲載時の左綴じから右綴じに体裁を改めた上、1991年9月に『月刊カメラマン9月臨時増刊号　とんびの眼鏡・総集編』として出版された[10]。
- 1990年 「B-CLUB (模型雑誌)」誌（バンダイ刊）60号及び61号に「銀河保険調査局」が掲載された[11]。
- 1992年～1996年 ホビーデータ社によって運営された、プレイバイメールRPG及びテーブルトークRPGである「クレギオン」のためのイラストを制作[12]。
- 1993年～1994年 「ミスターマガジン」誌（講談社刊）に「幻想の昭和史」を連載（原作は丸戸亀介）[13]。
- 1995年 「とんびの眼鏡(めがね)」全12話中9話をセレクトし加筆・修正した『ライカの帰還』(新潮社刊)が出版された。[14]。
- 1997年 「ウルトラジャンプ」誌(集英社刊)3月号、5月号、7月号に「ニムロッド」が掲載された[15]。
- 1999年～2001年 「コンバットコミック」誌(日本出版社刊)1999年春号に「迎撃空域」が掲載され、以後同誌の2001年冬号まで、「ギャロッピング・グース」「クロスロード」「ギャロッピング・グースⅡ(ローマ数字の2)」「脱出戦域(前編)」「脱出戦域(後編)」「オホートニク」「オホートニクⅡ(ローマ数字の2)背信航路(前編)」「オホートニクⅡ(ローマ数字の2)背信航路(後編)」が掲載された[16]。
- 2001年 『坂井三郎の零戦操縦』(編著者/世良光弘 2001年 並木書房刊)に書き下ろし漫画「天空輪舞 RONDO」が収録された[17]。
- 2005年 「ヤングキングOURS」誌(少年画報社刊)2005年10月増刊に「ストライク・オブ・ザ・ソード」が掲載された[18]。なお同作品は2013年に単行本『特殊任務飛行隊 KG200』(大日本絵画刊)に収録されるにあたり、空戦場面を中心に9頁加筆されている[19]。
- 2007年 webコミック『MANGA』(幻冬舎配信)2007年4月号から2007年6月号まで「ギャロッピンググースZERO GOOSE01」を連載[20]。
- 2008年 「ストライク アンド タクティカルマガジン」誌(カマド社刊)3月号、5月号、7月号に「ナイトストーカーズ」が掲載された[21]。なお、同作品は2013年に「特殊任務飛行隊 KG200」と改題の上、単行本『特殊任務飛行隊 KG200』(大日本絵画刊)に収録された[22]。
- 2009年～2021年 「歴史群像」誌(2009年当時、学研パブリッシング刊、2022年3月現在、ワン・パブリッシング刊)2009年8月号(No.96)からシリーズ『戦場伝説』を掲載開始。同シリーズのうち2010年2月号(No.99)から2011年10月号(No.109)まで連載された「エクリプス～太陽が欠ける日～」は2011年に単行本として出版された[23]。2011年12月号(No.110)から連載開始の「翼をもつ魔女」は第二次世界大戦中のソ連空軍の女性パイロットだったリディア・リトヴァクを描いたものであったが[24]、2021年12月号(No.170)に掲載の第59話で完結するまで10年間を要し、吉原にとって最長の連載期間とページ数の作品となった。なお、同号以降『戦場伝説』は掲載されていない（2022年3月末現在）が、同号に連載終了か休載か明確な告知は無かった。[25]。
- 2015年 『証言でつづる日本海軍戦記 : 終戦70年記念コミック』(2015年 学研教育出版刊)に書き下ろし漫画「索敵針路」が収録された[26]。

## 逸話
- アシスタント時代の吉原について弘兼憲史は、「吉原君はヒロカネプロダクションの秘蔵っ子だった。作画は資料をとことんまで調べ上げてから取りかかるという、いわば学者肌の男である。」「メカニック描写の緻密さと、鋭い洞察力には感心していた。」と記述している[27]。
- 「とんびの眼鏡(めがね)」及び「ライカの帰還」は、主人公のモデルとなったカメラマン船山克の息子で、「とんびの眼鏡(めがね)」連載時の担当編集者でもあった船山理の原案によるものだった[10]。吉原の漫画家デビュー直後から単行本『ライカの帰還』出版までの出版社側の経緯については、サイト「水牛のように」内の船山理の「『ライカの帰還』騒動記 1～11」に記述がある[28]。
- 園田健一のSF漫画『砲神エグザクソン』の制作にアシスタントとして参加したことが有り、3巻（2000年6月発行）のアシスタント紹介コーナーにヘリコプターのカットとメッセージを寄稿している。なお、園田は吉原を「知る人ぞ知るスゴい絵を描く人です。」と紹介している[29]。
- 2011年当時の制作環境について、こがしゅうとが「『こがしゅうと』による吉原昌宏先生報告書」（『ミリタリー雑具箱(吉原昌宏ミリタリーイラスト作品集)』(2011年 大日本絵画刊) 所収)」において、イラスト付きで紹介している。その記事によれば、吉原は基本的に「NIKKO」社製クローム匙ペンを使用しており、またアトリエ俯瞰図には吉原の机の他にアシスタント用の机が1台描かれている[30]。
- 『こちら葛飾区亀有公園前派出所』 VOL.189　(著/秋本 治 2014年 集英社刊)に「巻末推薦文」として、ハインケル He111Ｚツヴァイリングの解説イラスト（見開き2ページ）を寄稿している。なお『こちら葛飾区亀有公園前派出所』の主人公である両津勘吉が、サンダル履きで航空服を着ている姿も描かれている[31]。
- 「月刊モデルグラフィックス」誌の2017年第3号（通巻第388号）に「（『ミリタリー雑具箱2/吉原昌宏ミリタリーイラスト作品集』）出版記念 吉原昌宏先生インタビュー」が掲載されている。当該記事には『ミリタリー雑具箱2』収録作品の制作に用いた画材について、シャープペンシルで線画を描き、仕上げにグレイのマーカー等を用い、紙はごく普通のコピー用紙である旨の記述がある[32]。なお、マーカー等を使用する具体的な制作手法については、『戦車の描き方　箱から描く戦車・装甲車輌のテクニック』(2017年 ホビージャパン刊) で吉原が担当した「第2章 応用編 02 マーカーを使った迫力イラストの描き方」に詳しい記述がある[33]。

## 作品リスト

### 単行本
- 『ポパイたちの遺産』作/丸戸亀介 画/吉原昌宏(1994年 講談社刊)ミスターマガジンKC-47 ISBN 4-06-328074-8（「ドキュメントコミック 幻想の昭和史（左記は中表紙と目次の表記。カバー・表紙の表記は「ドキュメンタリー・コミック　幻想の昭和史」)」 第1話～第5話及び「レヴァイアサン」収録。
- 『ライカの帰還』(1996年 新潮社刊) ISBN 4-10-603046-2 (「月刊カメラマン」誌（モーターマガジン社刊）に連載された「とんびの眼鏡(めがね)」全12話中の9話をセレクトし加筆・修正したものを収録）[34]
- 『女戦士(ワルキューレ)の伝説』(2001年 日本出版社刊)ボムコミックス66 ISBN 4-89048-782-4 (漫画「ギャロッピング・グース」「ギャロッピング・グースⅡ」「オホートニク」「ニムロッド1」「ニムロッド2」「ニムロッド3」「脱出戦域(前編)」「脱出戦域(後編)」及びラフスケッチ収録)
- 『吉原昌宏作品集 1 迎撃空域』(2007年 幻冬舎コミックス刊)バーズコミックス スペシャル ISBN 978-4-344-80952-9 (「迎撃空域」「CROSSROAD クロスロード」「天空輪舞 RONDO」「ストライク・オブ・ザ・ソード」「脱出戦域(前編)」「脱出戦域(後編)」「迷宮機械」収録)
- 『吉原昌宏作品集 2 ニムロッド』(2007年 幻冬舎コミックス刊)バーズコミックス スペシャル ISBN 978-4-344-80975-8 (「ニムロッド1」「ニムロッド2」「ニムロッド3」「オホートニク」「オホートニクⅡ(ローマ数字の2)背信航路(前編)」「オホートニクⅡ(ローマ数字の2)背信航路(後編)」収録)
- 『吉原昌宏作品集 3 ライカの帰還　完全版』(2007年 幻冬舎コミックス刊)バーズコミックス スペシャル ISBN 978-4-344-80986-4
- 『吉原昌宏作品集 4 ギャロッピンググースZERO』(2007年 幻冬舎コミックス刊)バーズコミックス スペシャル ISBN 978-4-344-81035-8 (「ギャロッピンググースZERO GOOSE01」「ギャロッピング・グース」「ギャロッピング・グースⅡ(ローマ数字の2)」収録)
- 『ミリタリー雑具箱/吉原昌宏ミリタリーイラスト作品集』(2011年 大日本絵画刊)ISBN 978-4-499-23065-0 （イラストの他に「美女５人組（!?）のお笑い短編コミック」[35]である「突撃砲突撃せよ！」「元帥は2度死ぬ」「着艦せよ！シーファイア」「Ｕボート出撃せよ！」「国王陛下の毒蜘蛛号」の収録あり）
- 『エクリプス～太陽が欠ける日～』(2011年 学研パブリッシング発行 学研マーケティング発売 RGC歴史群像コミックス） ISBN 978-4056070941
- 『特殊任務飛行隊 KG200』(2013年 大日本絵画刊) ISBN 978-4-499-23121-3(「特殊任務飛行隊 KG200」「ストライク・オブ・ザ・ソード」「フォックス・ハンター」「迎撃空域」収録)
- 『ミリタリー雑具箱2/吉原昌宏ミリタリーイラスト作品集』(2017年 大日本絵画刊)ISBN 978-4-499-23200-5 （イラストの他に漫画作品の「単行本書きおろしコミック　冒険巨編　死ぬのはヤツらだ！」「合州國軍艦鮟鱇號始末 U.S.S. MONKFISH!」の収録あり）

### アンソロジー等
- 『COMIC B-CLUB HERO'S』（1989年 バンダイ刊） ISBN 4-89189-037-1(「POINT BLANK 第1部 予震」「POINT BLANK 第2部 集結」「POINT BLANK 第3部 始動」収録)
- 『坂井三郎の零戦操縦』編著者/世良光弘(2001年 並木書房刊) ISBN 4-89063-137-2(書き下ろし漫画「天空輪舞 RONDO」収録)
- 『決戦の蒼翼 -奇跡の空戦記-』（2003年 学習研究社刊 RGC歴史群像コミックス） ISBN 4-05-603274-2 (「迎撃空域」収録)
- 『鉄十字の虎 -W.W.Ⅱ(ローマ数字の2)ドイツ軍重戦車大隊戦記-』（2006年 学習研究社刊 RGC歴史群像コミックス） ISBN 4-05-604498-8 (脱出戦域(前編)」「脱出戦域(後編)」収録)
- 『証言でつづる日本海軍戦記 : 終戦70年記念コミック』(2015年 学研教育出版刊) ISBN 978-4056108675 (書き下ろし漫画「索敵進路」収録)

### コンビニコミック

#### 単行本
- 『迎撃空域』(2004年 嶋中書店刊　アイランド・コミックス） ISBN 4-86156-012-8 (「迎撃空域」「CROSSROAD クロスロード」「天空輪舞 RONDO」「フォックス・ハンター」「オホートニク」「オホートニクⅡ(ローマ数字の2)背信航路」「ニムロッド」収録)

#### アンソロジー
- 『日本軍航空戦記』（2010年 学研パブリッシング発行 学研マーケティング発売 RGC歴史群像コミックス） ISBN 978-4-05-607074-3(「迎撃空域」収録)

### 挿絵
- プレイバイメールRPG版『クレギオン』基本セット(199?年 ホビー・データ社刊）[36]
- プレイバイメールRPG版『クレギオン』シナリオ#3「ラストミレニアム」プレイングマニュアル(199?年 ホビー・データ社刊）[36]
- プレイバイメールRPG版『クレギオン』シナリオ#3「ラストミレニアム」ネットワールド誌(199?年 ホビー・データ社刊）[36]
- プレイバイメールRPG版『クレギオン』シナリオ#4「ロストプラネッツ」プレイングマニュアル(199?年 ホビー・データ社刊）[36]
- プレイバイメールRPG版『クレギオン』シナリオ#4「ロストプラネッツ」ネットワールド誌(1994年 ホビー・データ社刊）[36]
- テーブルトークRPG版『クレギオン』基本セット(199?年 ホビー・データ社刊）[36]
- テーブルトークRPG版『クレギオン』サプリメント#1「辺境アレイダ」(199?年 ホビー・データ社刊）[36]
- テーブルトークRPG版『クレギオン』サプリメント#2「クライシスポイント」(1994年 ホビー・データ社刊）[36]
- 『図解 海軍水雷戦隊(コンバットAtoZシリーズ4)』文/林譲治(1996年 並木書房刊) ISBN 4-89063-073-2
- 『DEAD POINT-死点- 1 』原作/高橋良輔(2000年 集英社刊 集英社スーパーダッシュ文庫） ISBN 4-08-630001-X
- 『DEAD POINT-死点- 2 』原作/高橋良輔(2000年 集英社刊 集英社スーパーダッシュ文庫） ISBN 4-08-630006-0

### アニメーション関係
- Webアニメ『FLAG (アニメ)』(2006年及び2007年 制作/アンサー・スタジオズ、総監督/高橋良輔）コンセプトレイアウトを担当[37]
- OVA『装甲騎兵ボトムズ ペールゼン・ファイルズ』(2007年及び2008年 制作/サンライズ、監督/高橋良輔）エンディングイラストを担当[6]

### 漫画・作画技法書
- 『添削式漫画マスターブック』(2009年 誠文堂新光社刊) ISBN 978-4-416-80978-5 「第04時限目 アクション漫画の添削」を担当
- 『戦車の描き方　箱から描く戦車・装甲車輌のテクニック』(2017年 ホビージャパン刊) ISBN 978-4-7986-1391-8「第2章 応用編 02 マーカーを使った迫力イラストの描き方」を担当

### そのほか
- 『BRIGADE(ブリゲイド)』（コミックジャスティス／富士美出版・コミックゲーメスト／新声社）
- 『バーバーブラックシープ』（コミックゲーメスト／新声社）

## 参考資料
- こがしゅうと「『こがしゅうと』による吉原昌宏先生報告書」（『ミリタリー雑具箱(吉原昌宏ミリタリーイラスト作品集)』(2011年 大日本絵画刊) 所収)
- 船山理「『ライカの帰還』騒動記(その1・プロローグ)～(その11・エピローグ)」- サイト「水牛のように」内
- 「制作こぼれ話　吉原先生インタビュー（歴史群像109号）」- サイト「学研デジタル歴史館」内
- 「（『ミリタリー雑具箱2/吉原昌宏ミリタリーイラスト作品集』）出版記念 吉原昌宏先生インタビュー」（「月刊モデルグラフィックス」2017年第3号《通巻第388号》）